# Los siete maridos de Evelyn Hugo
Los siete maridos de Evelyn Hugo es una novela histórica escrita por la autora estadounidense Taylor Jenkins Reid en 2017 por la editorial Atria Books. En 2020 se publicó en español por Umbriel. 
El libro cuenta la historia de la estrella de cine hollywoodense ficticia Evelyn Hugo, que a sus 79 años decide dar una entrevista a una periodista prácticamente desconocida, Monique Grant, y le revela que en realidad la quiere para que escriba su biografía donde por primera vez descubrirá todos los secretos de su vida pública y privada incluyendo a sus siete esposos.  
Fue finalista al mejor libro del año de Book of the Month y nominada a los Goodreads Choice Award en 2017 en la categoría de Mejor Novela de Ficción Histórica 2017.  En 2019, Fox 21 Television Studios compró los derechos para adaptar la novela a una serie de televisión. Jennifer Beals y Ilene Chaiken producirán la serie y Reid trabajará en el proyecto audiovisual como guionista.
Reid se inspiró en tres actrices reales para crear el personaje de Evelyn Hugo: Elizabeth Taylor, quien se casó ocho veces con siete hombres distintos; Ava Gardner, quien reveló los secretos de su vida a un periodista y estos fueron publicados en Ava Gardner: Las Conversaciones Secretas; y Rita Hayworth, ya que tuvo un inicio muy similar a Hugo, algo que se puede ver al comienzo de la novela.

## Sinopsis
Monique Grant es una escritora en apuros de 35 años que vive en la ciudad de Nueva York. Lidiando con su carrera profesional que no va a ninguna parte y un esposo que la abandona, Monique está en su punto más bajo. Haciendo trabajos para la prestigiosa Vivant durante menos de un año, todavía no se le habían dado muchas oportunidades, lo que paralizó su carrera como escritora. Un día, se entera de una noticia que le cambia la vida: Evelyn Hugo, una famosa actriz de la década de 1960, ha accedido a una entrevista con Vivant con la condición de que Monique sea la que la haga. Aunque está atónita por la solicitud, Monique se da cuenta de que la oportunidad podría hacer su carrera, es decir, si no se permite ser la estrella de una de las actrices más famosas del mundo. Evelyn Hugo lleva a Monique a dar un paseo tempestuoso mientras descubre la verdad de su glamorosa vida y carrera. Estas verdades forman una conexión entre Monique y Evelyn hasta que demasiadas verdades hacen que sus vidas se crucen de manera trágica.

## Publicación e influencias
Reid generó entusiasmo por la novela al lanzar la portada y un extracto del libro en Entertainment Weekly el 6 de diciembre de 2016.
En una entrevista con PopSugar, Reid mencionó cómo Ava Gardner: The Secret Conversations fue una gran inspiración para la novela. Durante la creación del libro, Gardner contrató a un escritor fantasma para hablar sobre sus relaciones con Mickey Rooney, Frank Sinatra, Artie Shaw y Lana Turner.
Reid también mencionó cómo Elizabeth Taylor fue una inspiración para su obra.
Otro libro que Reid ha mencionado en su investigación para escribir la novela fue Scandals of Classic Hollywood de Anne Helen Petersen.
La autobiografía de Tab Hunter ayudó a Reid a introducir temas LGBTQ + en la novela, ya que en la obra hablaba sobre cómo era la vida de la comunidad LGBTQ + en Hollywood en sus tiempos.

## Ediciones
Los Siete Maridos de Evelyn Hugo fue publicado en una edición de tapa dura el 1 de junio de 2017 por Atria Publishing Group. Para el 13 de junio de ese mismo año, la novela ya se había publicado en edición de bolsillo, edición de audio en la plataforma Audible y edición Kindle. Además de estar impreso en inglés, Los siete maridos de Evelyn Hugo también se tradujo e imprimió en muchos otros idiomas como el español, portugués, polaco, lituano, sueco, croata, francés, eslovaco, húngaro y holandés.

## Adaptación a la televisión
El 19 de septiembre de 2019 Hollywood Reporter anunció que la novela de Reid iba a ser adaptada para la plataforma Freeform. Los derechos de la novela fueron comprados por Fox 21 Television Studios, siendo el primer proyecto del estudio en aterrizar en una plataforma de Disney como lo es Freeform. Las productoras ejecutivas del proyecto serán Ilene Chaiken y Jennifer Beals, las cuales trabajaron juntas anteriormente en el drama LGBTQ+ The L Word.

## Recepción
La novela recibió críticas positivas. The Globe and Mail se refirió a la obra como "una historia cinematográfica con raíces difíciles y altibajos asombrosos".

### Premios
- En 2017 la novela fue nominada al premio Goodreads Choice Award a la Mejor Ficción Histórica
- Finalista en la categoría Libro del Año en los premios Book of the Month.[11]